# میثم رضاپور
میثم رضاپور (زاده ‎۱۰ آذر ۱۳۶۰) بازیکن سابق و مربی فوتبال اهل ایران است.